# Шервуд Стюарт
Шервуд Стюарт (англ. Sherwood Stewart; нар. 6 червня 1946) — колишній американський тенісист.
Найвищу одиночну позицію світового рейтингу — 60 місце досяг 31 грудня 1978, парну — 4 місце — 3 березня 1980 року.
Здобув 1 одиночний та 52 парні титули.
Перемагав на турнірах Великого шолома в парному та змішаному парному розрядах.

## Фінали турнірів Великого шолома

### Парний розряд, 6 (3–3)
| Результат | Рік  | Турнір                                 | Партнер        | Суперники                        | Рахунок             |
| --------- | ---- | -------------------------------------- | -------------- | -------------------------------- | ------------------- |
| Перемога  | 1976 | Відкритий чемпіонат Франції з тенісу   | Фред Макнеер   | Браян Готтфрід Рауль Рамірес     | 7–6, 6–3, 6–1       |
| Поразка   | 1978 | Відкритий чемпіонат США з тенісу       | Марті Ріссен   | Боб Лутц Стен Сміт               | 6–1, 5–7, 3–6       |
| Перемога  | 1982 | Відкритий чемпіонат Франції (2)        | Ферді Тейган   | Ганс Гільдемайстер Белус Прахокс | 7–5, 6–3, 1–1, ret. |
| Поразка   | 1983 | Відкритий чемпіонат Франції            | Марк Едмондсон | Андерс Яррід Ганс Сімонссон      | 6–7, 4–6, 2–6       |
| Поразка   | 1983 | Відкритий чемпіонат Австралії з тенісу | Стів Дентон    | Марк Едмондсон Пол Макнамі       | 3–6, 6–7            |
| Перемога  | 1984 | Відкритий чемпіонат Австралії          | Марк Едмондсон | Йоакім Нюстром Матс Віландер     | 6–2, 6–2, 7–5       |

### Мікст, 4 (2–2)
| Результат | Рік  | Турнір                                 | Партнер       | Суперники                          | Рахунок            |
| --------- | ---- | -------------------------------------- | ------------- | ---------------------------------- | ------------------ |
| Перемога  | 1987 | Відкритий чемпіонат Австралії з тенісу | Зіна Гаррісон | Енн Гоббс Ендрю Кастл              | 3–6, 7–6(7–5), 6–3 |
| Поразка   | 1987 | Відкритий чемпіонат Франції з тенісу   | Лорі Макніл   | Пем Шрайвер Еміліо Санчес Вікаріо  | 3–6, 6–7(4–7)      |
| Перемога  | 1988 | Вімблдонський турнір                   | Зіна Гаррісон | Гретхен Раш Келлі Джонс (тенісист) | 6–1, 7–6(7–3)      |
| Поразка   | 1989 | Відкритий чемпіонат Австралії          | Зіна Гаррісон | Яна Новотна Джим П'ю               | 3–6, 4–6           |

## Фінали за кар'єру

### Парний розряд (53–48)
| Результат | Ранг | Рік  | Турнір                                           | Покриття   | Партнер                     | Суперники                               | Рахунок                 |
| --------- | ---- | ---- | ------------------------------------------------ | ---------- | --------------------------- | --------------------------------------- | ----------------------- |
| Перемога  | 1.   | 1972 | Токіо, Японія                                    | Тверде     | Дік Делл                    | Марсельйо Лара Джефф Сімпсон            | 6–3, 6–2                |
| Перемога  | 2.   | 1973 | Маніла, Філіппіни                                | Тверде     | Марсельйо Лара              | Юрген Фассбендер Ганс-Юрген Поманн      | 6–2, 6–0                |
| Перемога  | 3.   | 1974 | Indian Wells Open, США                           | Тверде     | Чарлі Пасарелл              | Том Едлефсен Мануель Орантес            | 6–4, 6–4                |
| Перемога  | 4.   | 1974 | Мастерс Цинциннаті, США                          | Тверде     | Дік Делл                    | Джеймс Ділейні Джон Вітлінгер           | 4–6, 7–6, 6–2           |
| Перемога  | 5.   | 1975 | Сан-Франциско, США                               | Килим      | Фред Макнеер                | Аллан Стоун Кім Ворвік                  | 6–2, 7–6                |
| Перемога  | 6.   | 1975 | Мауї, США                                        | Тверде     | Фред Макнеер                | Джефф Боров'як Харун Рахім              | 3–6, 7–6, 6–3           |
| Перемога  | 7.   | 1976 | Дейтон, США                                      | Килим      | Рей Раффелз                 | Хайме Фійоль Чарлі Пасарелл             | 6–2, 3–6, 7–5           |
| Перемога  | 8.   | 1976 | Солсбері, США                                    | Килим      | Фред Макнеер                | Стів Крулевітс Трей Волткі              | 6–3, 6–2                |
| Перемога  | 9.   | 1976 | Сакраменто, США                                  | Килим      | Том Гормен (тенісист)       | Майк Кейгілл Джон Вітлінгер             | 3–6, 6–4, 6–4           |
| Перемога  | 10.  | 1976 | Гамбург, Німеччина                               | Ґрунт      | Фред Макнеер                | Дік Крілі Кім Ворвік                    | 7–6, 7–6, 7–6           |
| Перемога  | 11.  | 1976 | Відкритий чемпіонат Франції з тенісу, Париж      | Ґрунт      | Фред Макнеер                | Браян Готтфрід Рауль Рамірес            | 7–6, 6–3, 6–1           |
| Перемога  | 12.  | 1976 | Swedish Open, Швеція                             | Ґрунт      | Фред Макнеер                | Войцех Фібак Хуан Хісберт, стар..       | 6–3, 6–4                |
| Поразка   | 1.   | 1976 | Колумбус, США                                    | Тверде     | Фред Макнеер                | Вільям Браун Браян Тічер                | 3–6, 4–6                |
| Поразка   | 2.   | 1976 | Індіанаполіс, США                                | Ґрунт      | Фред Макнеер                | Браян Готтфрід Рауль Рамірес            | 2–6, 2–6                |
| Поразка   | 3.   | 1976 | Париж, Франція                                   | Тверде (i) | Фред Макнеер                | Том Оккер Марті Ріссен                  | 2–6, 2–6                |
| Перемога  | 13.  | 1976 | Johannesburg WCT, ПАР                            | Тверде     | Браян Готтфрід              | Хуан Хісберт, стар.. Стен Сміт          | 1–6, 6–1, 6–2, 7–6      |
| Перемога  | 14.  | 1976 | Фінал ATP, Х'юстон, США                          | Килим      | Фред Макнеер                | Браян Готтфрід Рауль Рамірес            | 6–3, 5–7, 5–7, 6–4, 6–4 |
| Перемога  | 15.  | 1977 | Мемфіс, США                                      | Килим      | Фред Макнеер                | Роберт Лутц Стен Сміт                   | 4–6, 7–6, 7–6           |
| Поразка   | 4.   | 1977 | Рим, Італія                                      | Ґрунт      | Фред Макнеер                | Браян Готтфрід Рауль Рамірес            | 7–6, 6–7, 5–7           |
| Поразка   | 5.   | 1977 | Washington Open, США                             | Ґрунт      | Фред Макнеер                | Джон Александер Філ Дент                | 5–7, 5–7                |
| Поразка   | 6.   | 1977 | Норт-Конвей, США                                 | Ґрунт      | Фред Макнеер                | Браян Готтфрід Рауль Рамірес            | 5–7, 3–6                |
| Поразка   | 7.   | 1977 | Монреаль, Канада                                 | Тверде     | Фред Макнеер                | Боб Г'юїтт Рауль Рамірес                | 4–6, 6–3, 2–6           |
| Поразка   | 8.   | 1977 | Сан-Франциско, США                               | Килим      | Фред Макнеер                | Марті Ріссен Дік Стоктон (тенісист)     | 4–6, 6–1, 4–6           |
| Поразка   | 9.   | 1977 | Кельн, Німеччина                                 | Килим      | Фред Макнеер                | Боб Г'юїтт Фрю Макміллан                | 3–6, 5–7                |
| Перемога  | 16.  | 1977 | Ов'єдо, Іспанія                                  | Тверде     | Фред Макнеер                | Ян Кодеш Рауль Рамірес                  | 6–3, 6–1                |
| Поразка   | 10.  | 1978 | Денвер, США                                      | Килим      | Фред Макнеер                | Боб Г'юїтт Фрю Макміллан                | 3–6, 2–6                |
| Перемога  | 17.  | 1978 | Гвадалахара, Мексика                             | Ґрунт      | Сенді Меєр                  | Джін Меєр Саші Менон                    | 4–6, 7–6, 6–3           |
| Поразка   | 11.  | 1978 | Відкритий чемпіонат США з тенісу, Нью-Йорк       | Тверде     | Марті Ріссен                | Стен Сміт Роберт Лутц                   | 6–1, 5–7, 3–6           |
| Поразка   | 12.  | 1978 | Woodlands Парний розряд, США                     | Тверде     | Марті Ріссен                | Войцех Фібак Том Оккер                  | 6–7, 6–3, 6–4, 6–7, 3–6 |
| Перемога  | 18.  | 1978 | Тайбей, Республіка Китай                         | Килим      | Балч Волтс                  | Марк Едмондсон Джон Маркс               | 6–2, 6–7, 7–6           |
| Перемога  | 19.  | 1978 | Маніла, Філіппіни                                | Ґрунт      | Браян Тічер                 | Росс Кейс Кріс Кехел                    | 6–3, 7–6                |
| Перемога  | 20.  | 1978 | Калькутта, Індія                                 | Ґрунт      | Саші Менон                  | Жіль Мореттон Яннік Ноа                 | 7–6, 6–4                |
| Перемога  | 21.  | 1978 | Sydney International, Австралія                  | Трава      | Генк Пфістер                | Сід Болл Боб Кармайкл                   | 6–4, 6–4                |
| Поразка   | 13.  | 1979 | World Doubles WCT, Лондон                        | Килим      | Іліє Настасе                | Пітер Флемінг Джон Макінрой             | 6–3, 2–6, 3–6, 1–6      |
| Перемога  | 22.  | 1979 | Baltimore WCT, США                               | Килим      | Марті Ріссен                | Ананд Амрітрадж Кліфф Дрісдейл          | 7–6, 6–4                |
| Перемога  | 23.  | 1979 | Х'юстон, США                                     | Ґрунт      | Джін Меєр                   | Джон Александер Джефф Мастерз           | 6–1, 5–7, 6–4           |
| Перемога  | 24.  | 1979 | Лас-Вегас, США                                   | Тверде     | Марті Ріссен                | Адріано Панатта Рауль Рамірес           | 4–6, 6–4, 7–6           |
| Поразка   | 14.  | 1979 | Лондон/Queen's Club, Англія                      | Трава      | Марті Ріссен                | Тім Галліксон Том Галліксон             | 4–6, 4–6                |
| Перемога  | 25.  | 1979 | Washington Open, США                             | Ґрунт      | Марті Ріссен                | Браян Готтфрід Рауль Рамірес            | 2–6, 6–3, 6–4           |
| Перемога  | 26.  | 1979 | Луїсвілл, США                                    | Тверде     | Марті Ріссен                | Віджай Амрітрадж Рауль Рамірес          | 6–2, 1–6, 6–1           |
| Перемога  | 27.  | 1979 | Лафаєтт (Луїзіана), США                          | Килим      | Марті Ріссен                | Віктор Амая Ерік Фредлер                | 6–4, 6–4                |
| Перемога  | 28.  | 1979 | Woodlands Парний розряд, США                     | Тверде     | Марті Ріссен                | Боб Кармайкл Тім Галліксон              | 6–3, 2–2, RET.          |
| Перемога  | 29.  | 1979 | Лос-Анджелес, США                                | Килим      | Марті Ріссен                | Войцех Фібак Фрю Макміллан              | 6–4, 6–4                |
| Перемога  | 30.  | 1979 | Токіо Indoor, Японія                             | Килим      | Марті Ріссен                | Майк Кейгілл Террі Мур                  | 6–4, 7–6                |
| Перемога  | 31.  | 1979 | Буенос-Айрес, Аргентина                          | Ґрунт      | Томаш Шмід                  | Маркос Хосевар Жоао Суарес              | 6–1, 7–5                |
| Поразка   | 15.  | 1980 | Х'юстон, США                                     | Ґрунт      | Марті Ріссен                | Пітер Макнамара Пол Макнамі             | 4–6, 4–6                |
| Поразка   | 16.  | 1980 | Лондон/Queen's Club, Англія                      | Трава      | Пол Макнамі                 | Род Фролі Джефф Мастерз                 | 2–6, 6–4, 9–11          |
| Поразка   | 17.  | 1980 | Токіо Indoor, Японія                             | Килим      | Марті Ріссен                | Віктор Амая Генк Пфістер                | 3–6, 6–3, 6–7           |
| Перемога  | 32.  | 1981 | Філадельфія, США                                 | Килим      | Марті Ріссен                | Браян Готтфрід Рауль Рамірес            | 6–2, 6–2                |
| Перемога  | 33.  | 1981 | Х'юстон, США                                     | Ґрунт      | Марк Едмондсон              | Ананд Амрітрадж Фред Макнеер            | 6–4, 6–3                |
| Поразка   | 18.  | 1981 | Сан-Франциско, США                               | Килим      | Марк Едмондсон              | Пітер Флемінг Джон Макінрой             | 6–7, 4–6                |
| Поразка   | 19.  | 1981 | Сідней, Австралія                                | Тверде (i) | Ферді Тейган                | Пітер Флемінг Джон Макінрой             | 7–6, 6–7, 1–6           |
| Поразка   | 20.  | 1981 | Melbourne Indoor, Австралія                      | Килим      | Ферді Тейган                | Пол Кронк Пітер Макнамара               | 6–3, 3–6, 4–6           |
| Поразка   | 21.  | 1981 | Стокгольм, Швеція                                | Тверде (i) | Ферді Тейган                | Кевін Каррен Стів Дентон                | 7–6, 4–6, 0–6           |
| Перемога  | 34.  | 1981 | Вемблі, Англія                                   | Килим      | Ферді Тейган                | Пітер Флемінг Джон Макінрой             | 7–5, 6–7, 6–4           |
| Перемога  | 35.  | 1982 | Мехіко, Мексика                                  | Килим      | Ферді Тейган                | Томаш Шмід Балаж Тароці                 | 6–4, 7–5                |
| Поразка   | 22.  | 1982 | Філадельфія, США                                 | Килим      | Ферді Тейган                | Пітер Флемінг Джон Макінрой             | 6–7, 4–6                |
| Перемога  | 36.  | 1982 | Брюссель, Бельгія                                | Килим      | Павел Сложил                | Трейсі Делатт Кріс Данк                 | 6–4, 6–7, 7–5           |
| Перемога  | 37.  | 1982 | Роттердам, Нідерланди                            | Килим      | Марк Едмондсон              | Фріц Бунінг Кевін Каррен                | 7–5, 6–2                |
| Поразка   | 23.  | 1982 | Мілан, Італія                                    | Килим      | Марк Едмондсон              | Гайнц Ґюнтгардт Пітер Макнамара         | 6–7, 6–7                |
| Поразка   | 24.  | 1982 | Монте-Карло, Монако                              | Ґрунт      | Марк Едмондсон              | Пол Макнамі Пітер Макнамара             | 7–6, 6–7, 3–6           |
| Перемога  | 38.  | 1982 | Лос-Анджелес, США                                | Тверде     | Ферді Тейган                | Брюс Менсон Браян Тічер                 | 6–1, 6–7, 6–3           |
| Перемога  | 39.  | 1982 | Лас-Вегас, США                                   | Тверде     | Ферді Тейган                | Карлус Кірмайр Вен Вінітскі             | 7–6, 6–4                |
| Перемога  | 40.  | 1982 | Відкритий чемпіонат Франції з тенісу, Париж      | Ґрунт      | Ферді Тейган                | Ганс Гільдемайстер Белус Прахокс        | 7–5, 6–3, 1–1, RET.     |
| Перемога  | 41.  | 1982 | Норт-Конвей, США                                 | Ґрунт      | Ферді Тейган                | Пабло Аррая Ерік Фромм                  | 6–2, 7–6                |
| Перемога  | 42.  | 1982 | Індіанаполіс, США                                | Ґрунт      | Ферді Тейган                | Роббі Вентер Блейн Вілленборг           | 6–4, 7–5                |
| Перемога  | 43.  | 1982 | Токіо, Японія                                    | Ґрунт      | Ферді Тейган                | Тім Галліксон Том Галліксон             | 6–1, 3–6, 7–6           |
| Поразка   | 25.  | 1982 | Стокгольм, Швеція                                | Тверде (i) | Ферді Тейган                | Марк Діксон Ян Гуннарссон               | 6–7, 7–6, 4–6           |
| Перемога  | 44.  | 1983 | Борнмут, Англія                                  | Ґрунт      | Томаш Шмід                  | Гайнц Ґюнтгардт Балаж Тароці            | 7–6, 7–5                |
| Поразка   | 26.  | 1983 | Відкритий чемпіонат Франції з тенісу, Париж      | Ґрунт      | Марк Едмондсон              | Андерс Яррід Ганс Сімонссон             | 6–7, 4–6, 2–6           |
| Перемога  | 45.  | 1983 | Норт-Конвей, США                                 | Ґрунт      | Марк Едмондсон              | Ерік Фромм Дрю Джітлін                  | 7–6, 6–1                |
| Перемога  | 46.  | 1983 | Індіанаполіс, США                                | Ґрунт      | Марк Едмондсон              | Карлус Кірмайр Кассіу Мотта             | 6–3, 6–2                |
| Поразка   | 27.  | 1983 | Даллас, США                                      | Тверде     | Стів Дентон                 | Ндука Одізор Вен Вінітскі               | 3–6, 5–7                |
| Перемога  | 47   | 1983 | Сідней, Австралія                                | Тверде (i) | Марк Едмондсон              | Джон Макінрой Пітер Реннерт             | 6–2, 6–4                |
| Перемога  | 48.  | 1983 | Токіо Indoor, Японія                             | Килим      | Марк Едмондсон              | Стів Дентон Джон Фіцджеральд (тенісист) | 6–1, 6–4                |
| Поразка   | 28.  | 1983 | Вемблі, Англія                                   | Килим      | Стів Дентон                 | Пітер Флемінг Джон Макінрой             | 3–6, 4–6                |
| Поразка   | 29.  | 1983 | Йоганнесбург, ПАР                                | Тверде     | Андрес Гомес                | Стів Мейстер Браян Тічер                | 7–6, 6–7, 2–6           |
| Поразка   | 30.  | 1983 | Відкритий чемпіонат Австралії з тенісу, Мельбурн | Трава      | Стів Дентон                 | Марк Едмондсон Пол Макнамі              | 3–6, 6–7                |
| Перемога  | 49.  | 1984 | Boca West, США                                   | Тверде     | Марк Едмондсон              | Девід Доулен Ндука Одізор               | 4–6, 6–1, 6–4           |
| Поразка   | 31.  | 1984 | Люксембург                                       | Килим      | Марк Едмондсон              | Андерс Яррід Томаш Шмід                 | 3–6, 5–7                |
| Перемога  | 50.  | 1984 | Монте-Карло, Монако                              | Ґрунт      | Марк Едмондсон              | Ян Гуннарссон Матс Віландер             | 6–2, 6–1                |
| Поразка   | 32.  | 1984 | Сідней, Австралія                                | Тверде (i) | Марк Едмондсон              | Андерс Яррід Ганс Сімонссон             | 4–6, 4–6                |
| Поразка   | 33.  | 1984 | Токіо Indoor, Японія                             | Килим      | Марк Едмондсон              | Тоні Джаммалва Семмі Джаммалва          | 6–7, 4–6                |
| Поразка   | 34.  | 1984 | Тревізо, Італія                                  | Ґрунт      | Ян Гуннарссон               | Павел Сложил Тім Вілкінсон              | 2–6, 3–6                |
| Перемога  | 51.  | 1984 | Відкритий чемпіонат Австралії з тенісу, Мельбурн | Трава      | Марк Едмондсон              | Йоакім Нюстром Матс Віландер            | 6–2, 6–2, 7–5           |
| Поразка   | 35.  | 1985 | Дельрей-Біч, США                                 | Тверде     | Кім Ворвік                  | Пол Еннекон Хрісто ван Ренсбург         | 5–7, 5–7, 4–6           |
| Поразка   | 36.  | 1985 | Даллас, США                                      | Килим      | Марк Едмондсон              | Пітер Флемінг Джон Макінрой             | 3–6, 1–6                |
| Поразка   | 37.  | 1986 | Indian Wells Open, США                           | Тверде     | Яннік Ноа                   | Стефан Едберг Андерс Яррід              | 4–6, 3–6                |
| Поразка   | 38.  | 1986 | Індіанаполіс, США                                | Ґрунт      | Джон Фіцджеральд (тенісист) | Ганс Гільдемайстер Андрес Гомес         | 4–6, 6–7                |
| Поразка   | 39.  | 1986 | Рим, Італія                                      | Ґрунт      | Марк Едмондсон              | Гі Форже Яннік Ноа                      | 6–7, 2–6                |
| Перемога  | 52.  | 1986 | Стокгольм, Швеція                                | Тверде (i) | Кім Ворвік                  | Пет Кеш Слободан Живоїнович             | 6–4, 6–4                |
| Поразка   | 40.  | 1986 | Вемблі, Англія                                   | Килим      | Кім Ворвік                  | Пітер Флемінг Джон Макінрой             | 6–3, 6–7, 2–6           |
| Поразка   | 41.  | 1986 | Йоганнесбург, ПАР                                | Тверде (i) | Андрес Гомес                | Майк Де Палмер Хрісто ван Ренсбург      | 6–3, 2–6, 6–7           |
| Перемога  | 53.  | 1987 | Орландо, США                                     | Тверде     | Кім Ворвік                  | Пол Еннекон Хрісто ван Ренсбург         | 2–6, 7–6, 6–4           |
| Поразка   | 42.  | 1988 | Орландо, США                                     | Тверде     | Кім Ворвік                  | Гі Форже Яннік Ноа                      | 4–6, 4–6                |